# Baetis adonis
Baetis adonis är en dagsländeart som beskrevs av Jay R. Traver 1935. Baetis adonis ingår i släktet Baetis och familjen ådagsländor. Inga underarter finns listade i Catalogue of Life.